# Tour du Guangxi 2023
La 4e édition du Tour du Guangxi a lieu du 12 au 17 octobre 2023, en Chine entre les villes de Beihai et Guilin, sur un parcours de 958,8 kilomètres réparti en six étapes. La course fait partie du calendrier UCI World Tour 2023 en catégorie 2.UWT dont elle est la dernière course de la saison.
Les éditions de 2020, 2021 et 2022 avaient été annulées pour cause de pandémie de Covid-19. 
Le Tour du Guangxi débute trois jours après la fin du Tour de Hainan couru sur l'île voisine de Hainan.

## Présentation

### Parcours
La 1re étape se compose d'un circuit dans la ville côtière de Beihai à accomplir trois fois. La 2e étape part de Beihai pour rejoindre la ville de Qinzhou où la course se termine par un circuit local à boucler trois fois. Le lendemain, les coureurs parcourent cinq fois un circuit à moitié urbain et à moitié boisé (comprenant un col de 2e catégorie) dans la ville de Nanning. Partant de cette ville, la 4e étape est l'étape reine avec une arrivée au sommet à Mashan Nongla dans le Xian de Mashan, un col de 1re catégorie. La 5e étape avec un départ à Liuzhou est la plus longue (209,6 km). Elle grimpe un col de 1re catégorie dont le sommet est situé à 33 km de l'arrivée à Guilin. Guilin est la ville de départ et d'arrivée de la dernière étape qui est formée d'une seule grande boucle vers le sud. Elle franchit un col de 1re catégorie dont le sommet est situé à une quarantaine de kilomètres de l'arrivée.

### Équipes
Dix-huit équipes participent à la course.
| WorldTeams (14)- Alpecin-Deceuninck - Bahrain Victorious - Bora-Hansgrohe - Cofidis - EF Education-EasyPost - Ineos Grenadiers - Intermarché-Circus-Wanty - Jumbo-Visma - Lidl-Trek - Movistar Team - Arkéa-Samsic - Team DSM-Firmenich - Team Jayco AlUla - UAE Team Emirates ProTeams (3)- Israel-Premier Tech - Lotto Dstny - Tudor Pro Cycling Team Équipe nationale- Chine |
| |

### Étapes
| Étape     | Date    | Villes étapes            | type                      | Distance (km) | Dénivelé (m) | Vainqueur d'étape | Leader du classement général |
| --------- | ------- | ------------------------ | ------------------------- | ------------- | ------------ | ----------------- | ---------------------------- |
| 1re étape | 12 oct. | Beihai – Beihai          | étape de plaine           | 135,6         | 725 m        | Elia Viviani      | Elia Viviani                 |
| 2e étape  | 13 oct. | Beihai – Qinzhou         | étape de plaine           | 149,6         | 619 m        | Jonathan Milan    | Jonathan Milan               |
| 3e étape  | 14 oct. | Nanning – Nanning        | étape vallonnée           | 134,3         | 1 693 m      | Olav Kooij        | Dries De Bondt               |
| 4e étape  | 15 oct. | Nanning – Xian de Mashan | étape de moyenne montagne | 161,4         | 1 517 m      | Milan Vader       | Milan Vader                  |
| 5e étape  | 16 oct. | Liuzhou – Guilin         | étape vallonnée           | 209,6         | 1 875 m      | Sebastián Molano  | Milan Vader                  |
| 6e étape  | 17 oct. | Guilin – Guilin          | étape vallonnée           | 168,3         | 1 304 m      | Olav Kooij        | Milan Vader                  |

## Déroulement de la course

### 1reétape
| \| Classement de l'étape \| Classement de l'étape \| Classement de l'étape \| Classement de l'étape \| Classement de l'étape \| \| Coureur \| Coureur \| Pays \| Équipe \| Temps \| \| --------------------- \| --------------------- \| --------------------- \| ---------------------- \| --------------------- \| \| 1er \| Elia Viviani \| Italie \| Ineos Grenadiers \| 3 h 01 min 56 s \| \| 2e \| Jonathan Milan \| Italie \| Bahrain Victorious \| + 0 s \| \| 3e \| Sam Bennett \| Irlande \| Bora-Hansgrohe \| + 0 s \| \| 4e \| Arnaud De Lie \| Belgique \| Lotto Dstny \| + 0 s \| \| 5e \| Olav Kooij \| Pays-Bas \| Jumbo-Visma \| + 0 s \| \| 6e \| Lionel Taminiaux \| Belgique \| Alpecin-Deceuninck \| + 0 s \| \| 7e \| Max Walscheid \| Allemagne \| Cofidis \| + 0 s \| \| 8e \| Arvid de Kleijn \| Pays-Bas \| Tudor Pro Cycling Team \| + 0 s \| \| 9e \| Jensen Plowright \| Australie \| Alpecin-Deceuninck \| + 0 s \| \| 10e \| Jon Aberasturi \| Espagne \| Lidl-Trek \| + 0 s \| |                  |           |                        |                 |
| |                  |           |                        |                 |
| Source : ProCyclingStats |                  |           |                        |                 |
| Classement de l'étape |                  |           |                        |                 |
| Coureur | Coureur          | Pays      | Équipe                 | Temps           |
| 1er | Elia Viviani     | Italie    | Ineos Grenadiers       | 3 h 01 min 56 s |
| 2e | Jonathan Milan   | Italie    | Bahrain Victorious     | + 0 s           |
| 3e | Sam Bennett      | Irlande   | Bora-Hansgrohe         | + 0 s           |
| 4e | Arnaud De Lie    | Belgique  | Lotto Dstny            | + 0 s           |
| 5e | Olav Kooij       | Pays-Bas  | Jumbo-Visma            | + 0 s           |
| 6e | Lionel Taminiaux | Belgique  | Alpecin-Deceuninck     | + 0 s           |
| 7e | Max Walscheid    | Allemagne | Cofidis                | + 0 s           |
| 8e | Arvid de Kleijn  | Pays-Bas  | Tudor Pro Cycling Team | + 0 s           |
| 9e | Jensen Plowright | Australie | Alpecin-Deceuninck     | + 0 s           |
| 10e | Jon Aberasturi   | Espagne   | Lidl-Trek              | + 0 s           |

| \| Classement général \| Classement général \| Classement général \| Classement général \| Classement général \| \| Coureur \| Coureur \| Pays \| Équipe \| Temps \| \| ------------------ \| ------------------ \| ------------------ \| ------------------- \| ------------------ \| \| 1er \| Elia Viviani \| Italie \| Ineos Grenadiers \| 3 h 01 min 46 s \| \| 2e \| Jonathan Milan \| Italie \| Bahrain Victorious \| + 4 s \| \| 3e \| Dries De Bondt \| Belgique \| Alpecin-Deceuninck \| + 4 s \| \| 4e \| Sam Bennett \| Irlande \| Bora-Hansgrohe \| + 6 s \| \| 5e \| Omer Goldstein \| Israël \| Israel-Premier Tech \| + 7 s \| \| 6e \| Frederik Wandahl \| Danemark \| Bora-Hansgrohe \| + 8 s \| \| 7e \| Louis Barré \| France \| Arkéa-Samsic \| + 9 s \| \| 8e \| Arnaud De Lie \| Belgique \| Lotto Dstny \| + 10 s \| \| 9e \| Olav Kooij \| Pays-Bas \| Jumbo-Visma \| + 10 s \| \| 10e \| Lionel Taminiaux \| Belgique \| Alpecin-Deceuninck \| + 10 s \| |                  |          |                     |                 |
| |                  |          |                     |                 |
| Source : ProCyclingStats |                  |          |                     |                 |
| Classement général |                  |          |                     |                 |
| Coureur | Coureur          | Pays     | Équipe              | Temps           |
| 1er | Elia Viviani     | Italie   | Ineos Grenadiers    | 3 h 01 min 46 s |
| 2e | Jonathan Milan   | Italie   | Bahrain Victorious  | + 4 s           |
| 3e | Dries De Bondt   | Belgique | Alpecin-Deceuninck  | + 4 s           |
| 4e | Sam Bennett      | Irlande  | Bora-Hansgrohe      | + 6 s           |
| 5e | Omer Goldstein   | Israël   | Israel-Premier Tech | + 7 s           |
| 6e | Frederik Wandahl | Danemark | Bora-Hansgrohe      | + 8 s           |
| 7e | Louis Barré      | France   | Arkéa-Samsic        | + 9 s           |
| 8e | Arnaud De Lie    | Belgique | Lotto Dstny         | + 10 s          |
| 9e | Olav Kooij       | Pays-Bas | Jumbo-Visma         | + 10 s          |
| 10e | Lionel Taminiaux | Belgique | Alpecin-Deceuninck  | + 10 s          |

### 2eétape
| \| Classement de l'étape \| Classement de l'étape \| Classement de l'étape \| Classement de l'étape \| Classement de l'étape \| \| Coureur \| Coureur \| Pays \| Équipe \| Temps \| \| --------------------- \| --------------------- \| --------------------- \| ---------------------- \| --------------------- \| \| 1er \| Jonathan Milan \| Italie \| Bahrain Victorious \| 3 h 15 min 53 s \| \| 2e \| Arvid de Kleijn \| Pays-Bas \| Tudor Pro Cycling Team \| + 0 s \| \| 3e \| Sebastián Molano \| Colombie \| UAE Team Emirates \| + 0 s \| \| 4e \| Max Kanter \| Allemagne \| Movistar Team \| + 0 s \| \| 5e \| Jhonatan Narváez \| Équateur \| Ineos Grenadiers \| + 0 s \| \| 6e \| Sam Bennett \| Irlande \| Bora-Hansgrohe \| + 0 s \| \| 7e \| Olav Kooij \| Pays-Bas \| Jumbo-Visma \| + 0 s \| \| 8e \| Ma Binyan \| Chine \| Chine \| + 0 s \| \| 9e \| Rüdiger Selig \| Allemagne \| Lotto Dstny \| + 0 s \| \| 10e \| Arnaud De Lie \| Belgique \| Lotto Dstny \| + 0 s \| |                  |           |                        |                 |
| |                  |           |                        |                 |
| Source : ProCyclingStats |                  |           |                        |                 |
| Classement de l'étape |                  |           |                        |                 |
| Coureur | Coureur          | Pays      | Équipe                 | Temps           |
| 1er | Jonathan Milan   | Italie    | Bahrain Victorious     | 3 h 15 min 53 s |
| 2e | Arvid de Kleijn  | Pays-Bas  | Tudor Pro Cycling Team | + 0 s           |
| 3e | Sebastián Molano | Colombie  | UAE Team Emirates      | + 0 s           |
| 4e | Max Kanter       | Allemagne | Movistar Team          | + 0 s           |
| 5e | Jhonatan Narváez | Équateur  | Ineos Grenadiers       | + 0 s           |
| 6e | Sam Bennett      | Irlande   | Bora-Hansgrohe         | + 0 s           |
| 7e | Olav Kooij       | Pays-Bas  | Jumbo-Visma            | + 0 s           |
| 8e | Ma Binyan        | Chine     | Chine                  | + 0 s           |
| 9e | Rüdiger Selig    | Allemagne | Lotto Dstny            | + 0 s           |
| 10e | Arnaud De Lie    | Belgique  | Lotto Dstny            | + 0 s           |

| \| Classement général \| Classement général \| Classement général \| Classement général \| Classement général \| \| Coureur \| Coureur \| Pays \| Équipe \| Temps \| \| ------------------ \| ------------------ \| ------------------ \| ---------------------- \| ------------------ \| \| 1er \| Jonathan Milan \| Italie \| Bahrain Victorious \| 6 h 17 min 33 s \| \| 2e \| Dries De Bondt \| Belgique \| Alpecin-Deceuninck \| + 4 s \| \| 3e \| Elia Viviani \| Italie \| Ineos Grenadiers \| + 6 s \| \| 4e \| Arvid de Kleijn \| Pays-Bas \| Tudor Pro Cycling Team \| + 10 s \| \| 5e \| Sam Bennett \| Irlande \| Bora-Hansgrohe \| + 12 s \| \| 6e \| Sebastián Molano \| Colombie \| UAE Team Emirates \| + 12 s \| \| 7e \| Jens Reynders \| Belgique \| Israel-Premier Tech \| + 13 s \| \| 8e \| Omer Goldstein \| Israël \| Israel-Premier Tech \| + 13 s \| \| 9e \| Thomas Champion \| France \| Cofidis \| + 13 s \| \| 10e \| Frederik Wandahl \| Danemark \| Bora-Hansgrohe \| + 14 s \| |                  |          |                        |                 |
| |                  |          |                        |                 |
| Source : ProCyclingStats |                  |          |                        |                 |
| Classement général |                  |          |                        |                 |
| Coureur | Coureur          | Pays     | Équipe                 | Temps           |
| 1er | Jonathan Milan   | Italie   | Bahrain Victorious     | 6 h 17 min 33 s |
| 2e | Dries De Bondt   | Belgique | Alpecin-Deceuninck     | + 4 s           |
| 3e | Elia Viviani     | Italie   | Ineos Grenadiers       | + 6 s           |
| 4e | Arvid de Kleijn  | Pays-Bas | Tudor Pro Cycling Team | + 10 s          |
| 5e | Sam Bennett      | Irlande  | Bora-Hansgrohe         | + 12 s          |
| 6e | Sebastián Molano | Colombie | UAE Team Emirates      | + 12 s          |
| 7e | Jens Reynders    | Belgique | Israel-Premier Tech    | + 13 s          |
| 8e | Omer Goldstein   | Israël   | Israel-Premier Tech    | + 13 s          |
| 9e | Thomas Champion  | France   | Cofidis                | + 13 s          |
| 10e | Frederik Wandahl | Danemark | Bora-Hansgrohe         | + 14 s          |

### 3eétape
| \| Classement de l'étape \| Classement de l'étape \| Classement de l'étape \| Classement de l'étape \| Classement de l'étape \| \| Coureur \| Coureur \| Pays \| Équipe \| Temps \| \| --------------------- \| --------------------- \| --------------------- \| ------------------------ \| --------------------- \| \| 1er \| Olav Kooij \| Pays-Bas \| Jumbo-Visma \| 3 h 04 min 09 s \| \| 2e \| Rick Pluimers \| Pays-Bas \| Tudor Pro Cycling Team \| + 0 s \| \| 3e \| Marijn van den Berg \| Pays-Bas \| EF Education-EasyPost \| + 0 s \| \| 4e \| Tobias Lund Andresen \| Danemark \| Team DSM-Firmenich \| + 0 s \| \| 5e \| Lionel Taminiaux \| Belgique \| Alpecin-Deceuninck \| + 0 s \| \| 6e \| Axel Mariault \| France \| Cofidis \| + 0 s \| \| 7e \| Laurenz Rex \| Belgique \| Intermarché-Circus-Wanty \| + 0 s \| \| 8e \| Ethan Hayter \| Royaume-Uni \| Ineos Grenadiers \| + 0 s \| \| 9e \| Jonathan Milan \| Italie \| Bahrain Victorious \| + 0 s \| \| 10e \| Johan Jacobs \| Suisse \| Movistar Team \| + 0 s \| |                      |             |                          |                 |
| |                      |             |                          |                 |
| Source : ProCyclingStats |                      |             |                          |                 |
| Classement de l'étape |                      |             |                          |                 |
| Coureur | Coureur              | Pays        | Équipe                   | Temps           |
| 1er | Olav Kooij           | Pays-Bas    | Jumbo-Visma              | 3 h 04 min 09 s |
| 2e | Rick Pluimers        | Pays-Bas    | Tudor Pro Cycling Team   | + 0 s           |
| 3e | Marijn van den Berg  | Pays-Bas    | EF Education-EasyPost    | + 0 s           |
| 4e | Tobias Lund Andresen | Danemark    | Team DSM-Firmenich       | + 0 s           |
| 5e | Lionel Taminiaux     | Belgique    | Alpecin-Deceuninck       | + 0 s           |
| 6e | Axel Mariault        | France      | Cofidis                  | + 0 s           |
| 7e | Laurenz Rex          | Belgique    | Intermarché-Circus-Wanty | + 0 s           |
| 8e | Ethan Hayter         | Royaume-Uni | Ineos Grenadiers         | + 0 s           |
| 9e | Jonathan Milan       | Italie      | Bahrain Victorious       | + 0 s           |
| 10e | Johan Jacobs         | Suisse      | Movistar Team            | + 0 s           |

| \| Classement général \| Classement général \| Classement général \| Classement général \| Classement général \| \| Coureur \| Coureur \| Pays \| Équipe \| Temps \| \| ------------------ \| ------------------- \| ------------------ \| ---------------------- \| ------------------ \| \| 1er \| Dries De Bondt \| Belgique \| Alpecin-Deceuninck \| 9 h 21 min 40 s \| \| 2e \| Jonathan Milan \| Italie \| Bahrain Victorious \| + 2 s \| \| 3e \| Olav Kooij \| Pays-Bas \| Jumbo-Visma \| + 8 s \| \| 4e \| Rick Pluimers \| Pays-Bas \| Tudor Pro Cycling Team \| + 12 s \| \| 5e \| Marijn van den Berg \| Pays-Bas \| EF Education-EasyPost \| + 14 s \| \| 6e \| Sebastián Molano \| Colombie \| UAE Team Emirates \| + 14 s \| \| 7e \| Omer Goldstein \| Israël \| Israel-Premier Tech \| + 15 s \| \| 8e \| Thomas Champion \| France \| Cofidis \| + 15 s \| \| 9e \| Frederik Wandahl \| Danemark \| Bora-Hansgrohe \| + 15 s \| \| 10e \| Louis Barré \| France \| Arkéa-Samsic \| + 17 s \| |                     |          |                        |                 |
| |                     |          |                        |                 |
| Source : ProCyclingStats |                     |          |                        |                 |
| Classement général |                     |          |                        |                 |
| Coureur | Coureur             | Pays     | Équipe                 | Temps           |
| 1er | Dries De Bondt      | Belgique | Alpecin-Deceuninck     | 9 h 21 min 40 s |
| 2e | Jonathan Milan      | Italie   | Bahrain Victorious     | + 2 s           |
| 3e | Olav Kooij          | Pays-Bas | Jumbo-Visma            | + 8 s           |
| 4e | Rick Pluimers       | Pays-Bas | Tudor Pro Cycling Team | + 12 s          |
| 5e | Marijn van den Berg | Pays-Bas | EF Education-EasyPost  | + 14 s          |
| 6e | Sebastián Molano    | Colombie | UAE Team Emirates      | + 14 s          |
| 7e | Omer Goldstein      | Israël   | Israel-Premier Tech    | + 15 s          |
| 8e | Thomas Champion     | France   | Cofidis                | + 15 s          |
| 9e | Frederik Wandahl    | Danemark | Bora-Hansgrohe         | + 15 s          |
| 10e | Louis Barré         | France   | Arkéa-Samsic           | + 17 s          |

### 4eétape
| \| Classement de l'étape \| Classement de l'étape \| Classement de l'étape \| Classement de l'étape \| Classement de l'étape \| \| Coureur \| Coureur \| Pays \| Équipe \| Temps \| \| --------------------- \| --------------------- \| --------------------- \| --------------------- \| --------------------- \| \| 1er \| Milan Vader \| Pays-Bas \| Jumbo-Visma \| 3 h 43 min 45 s \| \| 2e \| Rémy Rochas \| France \| Cofidis \| + 2 s \| \| 3e \| Hugh Carthy \| Royaume-Uni \| EF Education-EasyPost \| + 8 s \| \| 4e \| Jesús David Peña \| Colombie \| Team Jayco AlUla \| + 8 s \| \| 5e \| Felix Großschartner \| Autriche \| UAE Team Emirates \| + 8 s \| \| 6e \| Sylvain Moniquet \| Belgique \| Lotto Dstny \| + 8 s \| \| 7e \| Tim Wellens \| Belgique \| UAE Team Emirates \| + 8 s \| \| 8e \| Matteo Jorgenson \| États-Unis \| Movistar Team \| + 8 s \| \| 9e \| Louis Barré \| France \| Arkéa-Samsic \| + 8 s \| \| 10e \| Ethan Hayter \| Royaume-Uni \| Ineos Grenadiers \| + 8 s \| |                     |             |                       |                 |
| |                     |             |                       |                 |
| Source : ProCyclingStats |                     |             |                       |                 |
| Classement de l'étape |                     |             |                       |                 |
| Coureur | Coureur             | Pays        | Équipe                | Temps           |
| 1er | Milan Vader         | Pays-Bas    | Jumbo-Visma           | 3 h 43 min 45 s |
| 2e | Rémy Rochas         | France      | Cofidis               | + 2 s           |
| 3e | Hugh Carthy         | Royaume-Uni | EF Education-EasyPost | + 8 s           |
| 4e | Jesús David Peña    | Colombie    | Team Jayco AlUla      | + 8 s           |
| 5e | Felix Großschartner | Autriche    | UAE Team Emirates     | + 8 s           |
| 6e | Sylvain Moniquet    | Belgique    | Lotto Dstny           | + 8 s           |
| 7e | Tim Wellens         | Belgique    | UAE Team Emirates     | + 8 s           |
| 8e | Matteo Jorgenson    | États-Unis  | Movistar Team         | + 8 s           |
| 9e | Louis Barré         | France      | Arkéa-Samsic          | + 8 s           |
| 10e | Ethan Hayter        | Royaume-Uni | Ineos Grenadiers      | + 8 s           |

| \| Classement général \| Classement général \| Classement général \| Classement général \| Classement général \| \| Coureur \| Coureur \| Pays \| Équipe \| Temps \| \| ------------------ \| ------------------- \| ------------------ \| --------------------- \| ------------------ \| \| 1er \| Milan Vader \| Pays-Bas \| Jumbo-Visma \| 13 h 05 min 33 s \| \| 2e \| Rémy Rochas \| France \| Cofidis \| + 6 s \| \| 3e \| Hugh Carthy \| Royaume-Uni \| EF Education-EasyPost \| + 14 s \| \| 4e \| Louis Barré \| France \| Arkéa-Samsic \| + 17 s \| \| 5e \| Matteo Jorgenson \| États-Unis \| Movistar Team \| + 18 s \| \| 6e \| Ethan Hayter \| Royaume-Uni \| Ineos Grenadiers \| + 18 s \| \| 7e \| Felix Großschartner \| Autriche \| UAE Team Emirates \| + 18 s \| \| 8e \| Jesús David Peña \| Colombie \| Team Jayco AlUla \| + 18 s \| \| 9e \| Tim Wellens \| Belgique \| UAE Team Emirates \| + 18 s \| \| 10e \| Sylvain Moniquet \| Belgique \| Lotto Dstny \| + 18 s \| |                     |             |                       |                  |
| |                     |             |                       |                  |
| Source : ProCyclingStats |                     |             |                       |                  |
| Classement général |                     |             |                       |                  |
| Coureur | Coureur             | Pays        | Équipe                | Temps            |
| 1er | Milan Vader         | Pays-Bas    | Jumbo-Visma           | 13 h 05 min 33 s |
| 2e | Rémy Rochas         | France      | Cofidis               | + 6 s            |
| 3e | Hugh Carthy         | Royaume-Uni | EF Education-EasyPost | + 14 s           |
| 4e | Louis Barré         | France      | Arkéa-Samsic          | + 17 s           |
| 5e | Matteo Jorgenson    | États-Unis  | Movistar Team         | + 18 s           |
| 6e | Ethan Hayter        | Royaume-Uni | Ineos Grenadiers      | + 18 s           |
| 7e | Felix Großschartner | Autriche    | UAE Team Emirates     | + 18 s           |
| 8e | Jesús David Peña    | Colombie    | Team Jayco AlUla      | + 18 s           |
| 9e | Tim Wellens         | Belgique    | UAE Team Emirates     | + 18 s           |
| 10e | Sylvain Moniquet    | Belgique    | Lotto Dstny           | + 18 s           |

### 5eétape
| \| Classement de l'étape \| Classement de l'étape \| Classement de l'étape \| Classement de l'étape \| Classement de l'étape \| \| Coureur \| Coureur \| Pays \| Équipe \| Temps \| \| --------------------- \| --------------------- \| --------------------- \| ------------------------ \| --------------------- \| \| 1er \| Sebastián Molano \| Colombie \| UAE Team Emirates \| 4 h 36 min 54 s \| \| 2e \| Olav Kooij \| Pays-Bas \| Jumbo-Visma \| + 0 s \| \| 3e \| Tobias Lund Andresen \| Danemark \| Team DSM-Firmenich \| + 0 s \| \| 4e \| Jonathan Milan \| Italie \| Bahrain Victorious \| + 0 s \| \| 5e \| Arvid de Kleijn \| Pays-Bas \| Tudor Pro Cycling Team \| + 0 s \| \| 6e \| Jon Aberasturi \| Espagne \| Lidl-Trek \| + 0 s \| \| 7e \| Max Kanter \| Allemagne \| Movistar Team \| + 0 s \| \| 8e \| Elia Viviani \| Italie \| Ineos Grenadiers \| + 0 s \| \| 9e \| Blake Quick \| Australie \| Team Jayco AlUla \| + 0 s \| \| 10e \| Laurenz Rex \| Belgique \| Intermarché-Circus-Wanty \| + 0 s \| |                      |           |                          |                 |
| |                      |           |                          |                 |
| Source : ProCyclingStats |                      |           |                          |                 |
| Classement de l'étape |                      |           |                          |                 |
| Coureur | Coureur              | Pays      | Équipe                   | Temps           |
| 1er | Sebastián Molano     | Colombie  | UAE Team Emirates        | 4 h 36 min 54 s |
| 2e | Olav Kooij           | Pays-Bas  | Jumbo-Visma              | + 0 s           |
| 3e | Tobias Lund Andresen | Danemark  | Team DSM-Firmenich       | + 0 s           |
| 4e | Jonathan Milan       | Italie    | Bahrain Victorious       | + 0 s           |
| 5e | Arvid de Kleijn      | Pays-Bas  | Tudor Pro Cycling Team   | + 0 s           |
| 6e | Jon Aberasturi       | Espagne   | Lidl-Trek                | + 0 s           |
| 7e | Max Kanter           | Allemagne | Movistar Team            | + 0 s           |
| 8e | Elia Viviani         | Italie    | Ineos Grenadiers         | + 0 s           |
| 9e | Blake Quick          | Australie | Team Jayco AlUla         | + 0 s           |
| 10e | Laurenz Rex          | Belgique  | Intermarché-Circus-Wanty | + 0 s           |

| \| Classement général \| Classement général \| Classement général \| Classement général \| Classement général \| \| Coureur \| Coureur \| Pays \| Équipe \| Temps \| \| ------------------ \| ------------------- \| ------------------ \| --------------------- \| ------------------ \| \| 1er \| Milan Vader \| Pays-Bas \| Jumbo-Visma \| 17 h 42 min 27 s \| \| 2e \| Rémy Rochas \| France \| Cofidis \| + 6 s \| \| 3e \| Hugh Carthy \| Royaume-Uni \| EF Education-EasyPost \| + 14 s \| \| 4e \| Tim Wellens \| Belgique \| UAE Team Emirates \| + 16 s \| \| 5e \| Louis Barré \| France \| Arkéa-Samsic \| + 17 s \| \| 6e \| Matteo Jorgenson \| États-Unis \| Movistar Team \| + 18 s \| \| 7e \| Ethan Hayter \| Royaume-Uni \| Ineos Grenadiers \| + 18 s \| \| 8e \| Jesús David Peña \| Colombie \| Team Jayco AlUla \| + 18 s \| \| 9e \| Felix Großschartner \| Autriche \| UAE Team Emirates \| + 18 s \| \| 10e \| Sylvain Moniquet \| Belgique \| Lotto Dstny \| + 18 s \| |                     |             |                       |                  |
| |                     |             |                       |                  |
| Source : ProCyclingStats |                     |             |                       |                  |
| Classement général |                     |             |                       |                  |
| Coureur | Coureur             | Pays        | Équipe                | Temps            |
| 1er | Milan Vader         | Pays-Bas    | Jumbo-Visma           | 17 h 42 min 27 s |
| 2e | Rémy Rochas         | France      | Cofidis               | + 6 s            |
| 3e | Hugh Carthy         | Royaume-Uni | EF Education-EasyPost | + 14 s           |
| 4e | Tim Wellens         | Belgique    | UAE Team Emirates     | + 16 s           |
| 5e | Louis Barré         | France      | Arkéa-Samsic          | + 17 s           |
| 6e | Matteo Jorgenson    | États-Unis  | Movistar Team         | + 18 s           |
| 7e | Ethan Hayter        | Royaume-Uni | Ineos Grenadiers      | + 18 s           |
| 8e | Jesús David Peña    | Colombie    | Team Jayco AlUla      | + 18 s           |
| 9e | Felix Großschartner | Autriche    | UAE Team Emirates     | + 18 s           |
| 10e | Sylvain Moniquet    | Belgique    | Lotto Dstny           | + 18 s           |

### 6eétape
| \| Classement de l'étape \| Classement de l'étape \| Classement de l'étape \| Classement de l'étape \| Classement de l'étape \| \| Coureur \| Coureur \| Pays \| Équipe \| Temps \| \| --------------------- \| --------------------- \| --------------------- \| ---------------------- \| --------------------- \| \| 1er \| Olav Kooij \| Pays-Bas \| Jumbo-Visma \| 3 h 34 min 50 s \| \| 2e \| Sebastián Molano \| Colombie \| UAE Team Emirates \| + 0 s \| \| 3e \| Ethan Hayter \| Royaume-Uni \| Ineos Grenadiers \| + 0 s \| \| 4e \| Arvid de Kleijn \| Pays-Bas \| Tudor Pro Cycling Team \| + 0 s \| \| 5e \| Dušan Rajović \| Serbie \| Bahrain Victorious \| + 0 s \| \| 6e \| Elia Viviani \| Italie \| Ineos Grenadiers \| + 0 s \| \| 7e \| Arnaud De Lie \| Belgique \| Lotto Dstny \| + 0 s \| \| 8e \| Max Kanter \| Allemagne \| Movistar Team \| + 0 s \| \| 9e \| Rüdiger Selig \| Allemagne \| Lotto Dstny \| + 0 s \| \| 10e \| Max Walscheid \| Allemagne \| Cofidis \| + 0 s \| |                  |             |                        |                 |
| |                  |             |                        |                 |
| Source : ProCyclingStats |                  |             |                        |                 |
| Classement de l'étape |                  |             |                        |                 |
| Coureur | Coureur          | Pays        | Équipe                 | Temps           |
| 1er | Olav Kooij       | Pays-Bas    | Jumbo-Visma            | 3 h 34 min 50 s |
| 2e | Sebastián Molano | Colombie    | UAE Team Emirates      | + 0 s           |
| 3e | Ethan Hayter     | Royaume-Uni | Ineos Grenadiers       | + 0 s           |
| 4e | Arvid de Kleijn  | Pays-Bas    | Tudor Pro Cycling Team | + 0 s           |
| 5e | Dušan Rajović    | Serbie      | Bahrain Victorious     | + 0 s           |
| 6e | Elia Viviani     | Italie      | Ineos Grenadiers       | + 0 s           |
| 7e | Arnaud De Lie    | Belgique    | Lotto Dstny            | + 0 s           |
| 8e | Max Kanter       | Allemagne   | Movistar Team          | + 0 s           |
| 9e | Rüdiger Selig    | Allemagne   | Lotto Dstny            | + 0 s           |
| 10e | Max Walscheid    | Allemagne   | Cofidis                | + 0 s           |

## Classements finals

### Classement général final
| \| Classement général \| Classement général \| Classement général \| Classement général \| Classement général \| \| Coureur \| Coureur \| Pays \| Équipe \| Temps \| \| ------------------ \| ------------------- \| ------------------ \| --------------------- \| ------------------ \| \| 1er \| Milan Vader \| Pays-Bas \| Jumbo-Visma \| 21 h 17 min 17 s \| \| 2e \| Rémy Rochas \| France \| Cofidis \| + 6 s \| \| 3e \| Ethan Hayter \| Royaume-Uni \| Ineos Grenadiers \| + 11 s \| \| 4e \| Hugh Carthy \| Royaume-Uni \| EF Education-EasyPost \| + 14 s \| \| 5e \| Tim Wellens \| Belgique \| UAE Team Emirates \| + 16 s \| \| 6e \| Louis Barré \| France \| Arkéa-Samsic \| + 17 s \| \| 7e \| Matteo Jorgenson \| États-Unis \| Movistar Team \| + 18 s \| \| 8e \| Jesús David Peña \| Colombie \| Team Jayco AlUla \| + 18 s \| \| 9e \| Felix Großschartner \| Autriche \| UAE Team Emirates \| + 18 s \| \| 10e \| Sylvain Moniquet \| Belgique \| Lotto Dstny \| + 18 s \| |                     |             |                       |                  |
| |                     |             |                       |                  |
| Source : ProCyclingStats |                     |             |                       |                  |
| Classement général |                     |             |                       |                  |
| Coureur | Coureur             | Pays        | Équipe                | Temps            |
| 1er | Milan Vader         | Pays-Bas    | Jumbo-Visma           | 21 h 17 min 17 s |
| 2e | Rémy Rochas         | France      | Cofidis               | + 6 s            |
| 3e | Ethan Hayter        | Royaume-Uni | Ineos Grenadiers      | + 11 s           |
| 4e | Hugh Carthy         | Royaume-Uni | EF Education-EasyPost | + 14 s           |
| 5e | Tim Wellens         | Belgique    | UAE Team Emirates     | + 16 s           |
| 6e | Louis Barré         | France      | Arkéa-Samsic          | + 17 s           |
| 7e | Matteo Jorgenson    | États-Unis  | Movistar Team         | + 18 s           |
| 8e | Jesús David Peña    | Colombie    | Team Jayco AlUla      | + 18 s           |
| 9e | Felix Großschartner | Autriche    | UAE Team Emirates     | + 18 s           |
| 10e | Sylvain Moniquet    | Belgique    | Lotto Dstny           | + 18 s           |

### Classements annexes finals
| Classement par points | Classement par points | Classement par points | Classement par points  | Classement par points |
| Coureur               | Coureur               | Pays                  | Équipe                 | Points                |
| --------------------- | --------------------- | --------------------- | ---------------------- | --------------------- |
| 1er                   | Dries De Bondt        | Belgique              | Alpecin-Deceuninck     | 58 pts                |
| 2e                    | Olav Kooij            | Pays-Bas              | Jumbo-Visma            | 50 pts                |
| 3e                    | Jonathan Milan        | Italie                | Bahrain Victorious     | 34 pts                |
| 4e                    | Jens Reynders         | Belgique              | Israel-Premier Tech    | 30 pts                |
| 5e                    | Sebastián Molano      | Colombie              | UAE Team Emirates      | 29 pts                |
| 6e                    | Arvid de Kleijn       | Pays-Bas              | Tudor Pro Cycling Team | 26 pts                |
| 7e                    | Elia Viviani          | Italie                | Ineos Grenadiers       | 23 pts                |
| 8e                    | Jensen Plowright      | Australie             | Alpecin-Deceuninck     | 20 pts                |
| 9e                    | Ethan Hayter          | Royaume-Uni           | Ineos Grenadiers       | 18 pts                |
| 10e                   | Max Kanter            | Allemagne             | Movistar Team          | 16 pts                |

| Classement par points | Classement par points | Classement par points | Classement par points  | Classement par points |
| Coureur               | Coureur               | Pays                  | Équipe                 | Points                |
| --------------------- | --------------------- | --------------------- | ---------------------- | --------------------- |
| 1er                   | Dries De Bondt        | Belgique              | Alpecin-Deceuninck     | 58 pts                |
| 2e                    | Olav Kooij            | Pays-Bas              | Jumbo-Visma            | 50 pts                |
| 3e                    | Jonathan Milan        | Italie                | Bahrain Victorious     | 34 pts                |
| 4e                    | Jens Reynders         | Belgique              | Israel-Premier Tech    | 30 pts                |
| 5e                    | Sebastián Molano      | Colombie              | UAE Team Emirates      | 29 pts                |
| 6e                    | Arvid de Kleijn       | Pays-Bas              | Tudor Pro Cycling Team | 26 pts                |
| 7e                    | Elia Viviani          | Italie                | Ineos Grenadiers       | 23 pts                |
| 8e                    | Jensen Plowright      | Australie             | Alpecin-Deceuninck     | 20 pts                |
| 9e                    | Ethan Hayter          | Royaume-Uni           | Ineos Grenadiers       | 18 pts                |
| 10e                   | Max Kanter            | Allemagne             | Movistar Team          | 16 pts                |

| Classement de la montagne | Classement de la montagne    | Classement de la montagne | Classement de la montagne | Classement de la montagne |
| Coureur                   | Coureur                      | Pays                      | Équipe                    | Points                    |
| ------------------------- | ---------------------------- | ------------------------- | ------------------------- | ------------------------- |
| 1er                       | Frederik Wandahl             | Danemark                  | Bora-Hansgrohe            | 73 pts                    |
| 2e                        | Dries De Bondt               | Belgique                  | Alpecin-Deceuninck        | 29 pts                    |
| 3e                        | Ryan Mullen                  | Irlande                   | Bora-Hansgrohe            | 21 pts                    |
| 4e                        | Juri Hollmann                | Allemagne                 | Movistar Team             | 20 pts                    |
| 5e                        | Tim Wellens                  | Belgique                  | UAE Team Emirates         | 15 pts                    |
| 6e                        | Johan Jacobs                 | Suisse                    | Movistar Team             | 15 pts                    |
| 7e                        | Felix Großschartner          | Autriche                  | UAE Team Emirates         | 12 pts                    |
| 8e                        | Óscar Rodríguez Garaicoechea | Espagne                   | Movistar Team             | 10 pts                    |
| 9e                        | Jens Reynders                | Belgique                  | Israel-Premier Tech       | 9 pts                     |
| 10e                       | Matteo Jorgenson             | États-Unis                | Movistar Team             | 6 pts                     |

| Classement de la montagne | Classement de la montagne    | Classement de la montagne | Classement de la montagne | Classement de la montagne |
| Coureur                   | Coureur                      | Pays                      | Équipe                    | Points                    |
| ------------------------- | ---------------------------- | ------------------------- | ------------------------- | ------------------------- |
| 1er                       | Frederik Wandahl             | Danemark                  | Bora-Hansgrohe            | 73 pts                    |
| 2e                        | Dries De Bondt               | Belgique                  | Alpecin-Deceuninck        | 29 pts                    |
| 3e                        | Ryan Mullen                  | Irlande                   | Bora-Hansgrohe            | 21 pts                    |
| 4e                        | Juri Hollmann                | Allemagne                 | Movistar Team             | 20 pts                    |
| 5e                        | Tim Wellens                  | Belgique                  | UAE Team Emirates         | 15 pts                    |
| 6e                        | Johan Jacobs                 | Suisse                    | Movistar Team             | 15 pts                    |
| 7e                        | Felix Großschartner          | Autriche                  | UAE Team Emirates         | 12 pts                    |
| 8e                        | Óscar Rodríguez Garaicoechea | Espagne                   | Movistar Team             | 10 pts                    |
| 9e                        | Jens Reynders                | Belgique                  | Israel-Premier Tech       | 9 pts                     |
| 10e                       | Matteo Jorgenson             | États-Unis                | Movistar Team             | 6 pts                     |

| Classement du meilleur jeune | Classement du meilleur jeune | Classement du meilleur jeune | Classement du meilleur jeune | Classement du meilleur jeune |
| Coureur                      | Coureur                      | Pays                         | Équipe                       | Temps                        |
| ---------------------------- | ---------------------------- | ---------------------------- | ---------------------------- | ---------------------------- |
| 1er                          | Ethan Hayter                 | Royaume-Uni                  | Ineos Grenadiers             | 21 h 17 min 28 s             |
| 2e                           | Louis Barré                  | France                       | Arkéa-Samsic                 | + 6 s                        |
| 3e                           | Matteo Jorgenson             | États-Unis                   | Movistar Team                | + 7 s                        |
| 4e                           | Jesús David Peña             | Colombie                     | Team Jayco AlUla             | + 7 s                        |
| 5e                           | Sylvain Moniquet             | Belgique                     | Lotto Dstny                  | + 7 s                        |
| 6e                           | Oscar Onley                  | Royaume-Uni                  | Team DSM-Firmenich           | + 10 s                       |
| 7e                           | Axel Mariault                | France                       | Cofidis                      | + 15 s                       |
| 8e                           | Giovanni Aleotti             | Italie                       | Bora-Hansgrohe               | + 18 s                       |
| 9e                           | Leo Hayter                   | Royaume-Uni                  | Ineos Grenadiers             | + 18 s                       |
| 10e                          | Filippo Baroncini            | Italie                       | Lidl-Trek                    | + 26 s                       |

| Classement du meilleur jeune | Classement du meilleur jeune | Classement du meilleur jeune | Classement du meilleur jeune | Classement du meilleur jeune |
| Coureur                      | Coureur                      | Pays                         | Équipe                       | Temps                        |
| ---------------------------- | ---------------------------- | ---------------------------- | ---------------------------- | ---------------------------- |
| 1er                          | Ethan Hayter                 | Royaume-Uni                  | Ineos Grenadiers             | 21 h 17 min 28 s             |
| 2e                           | Louis Barré                  | France                       | Arkéa-Samsic                 | + 6 s                        |
| 3e                           | Matteo Jorgenson             | États-Unis                   | Movistar Team                | + 7 s                        |
| 4e                           | Jesús David Peña             | Colombie                     | Team Jayco AlUla             | + 7 s                        |
| 5e                           | Sylvain Moniquet             | Belgique                     | Lotto Dstny                  | + 7 s                        |
| 6e                           | Oscar Onley                  | Royaume-Uni                  | Team DSM-Firmenich           | + 10 s                       |
| 7e                           | Axel Mariault                | France                       | Cofidis                      | + 15 s                       |
| 8e                           | Giovanni Aleotti             | Italie                       | Bora-Hansgrohe               | + 18 s                       |
| 9e                           | Leo Hayter                   | Royaume-Uni                  | Ineos Grenadiers             | + 18 s                       |
| 10e                          | Filippo Baroncini            | Italie                       | Lidl-Trek                    | + 26 s                       |

| Classement par équipes | Classement par équipes | Classement par équipes | Classement par équipes |
| Équipe                 | Équipe                 | Pays                   | Temps                  |
| ---------------------- | ---------------------- | ---------------------- | ---------------------- |
| 1re                    | Cofidis                | France                 | 63 h 52 min 55 s       |
| 2e                     | Ineos Grenadiers       | Royaume-Uni            | + 16 s                 |
| 3e                     | EF Education-EasyPost  | États-Unis             | + 33 s                 |
| 4e                     | UAE Team Emirates      | Émirats arabes unis    | + 1 min 22 s           |
| 5e                     | Arkéa-Samsic           | France                 | + 1 min 30 s           |
| 6e                     | Movistar Team          | Espagne                | + 1 min 32 s           |
| 7e                     | Bora-Hansgrohe         | Allemagne              | + 2 min 46 s           |
| 8e                     | Team Jayco AlUla       | Australie              | + 2 min 55 s           |
| 9e                     | Israel-Premier Tech    | Israël                 | + 2 min 57 s           |
| 10e                    | Lotto Dstny            | Belgique               | + 4 min 26 s           |

| Classement par équipes | Classement par équipes | Classement par équipes | Classement par équipes |
| Équipe                 | Équipe                 | Pays                   | Temps                  |
| ---------------------- | ---------------------- | ---------------------- | ---------------------- |
| 1re                    | Cofidis                | France                 | 63 h 52 min 55 s       |
| 2e                     | Ineos Grenadiers       | Royaume-Uni            | + 16 s                 |
| 3e                     | EF Education-EasyPost  | États-Unis             | + 33 s                 |
| 4e                     | UAE Team Emirates      | Émirats arabes unis    | + 1 min 22 s           |
| 5e                     | Arkéa-Samsic           | France                 | + 1 min 30 s           |
| 6e                     | Movistar Team          | Espagne                | + 1 min 32 s           |
| 7e                     | Bora-Hansgrohe         | Allemagne              | + 2 min 46 s           |
| 8e                     | Team Jayco AlUla       | Australie              | + 2 min 55 s           |
| 9e                     | Israel-Premier Tech    | Israël                 | + 2 min 57 s           |
| 10e                    | Lotto Dstny            | Belgique               | + 4 min 26 s           |

## Évolution des classements
| Étape              | Vainqueur          | Classement général | Classement par points | Classement de la montagne | Classement du meilleur jeune | Classement par équipes |
| ------------------ | ------------------ | ------------------ | --------------------- | ------------------------- | ---------------------------- | ---------------------- |
| 1                  | Elia Viviani       | Elia Viviani       | Elia Viviani          | Frederik Wandahl          | Jonathan Milan               | Alpecin-Deceuninck     |
| 2                  | Jonathan Milan     | Jonathan Milan     | Jonathan Milan        | Frederik Wandahl          | Jonathan Milan               | Ineos Grenadiers       |
| 3                  | Olav Kooij         | Dries De Bondt     | Dries De Bondt        | Frederik Wandahl          | Jonathan Milan               | Ineos Grenadiers       |
| 4                  | Milan Vader        | Milan Vader        | Dries De Bondt        | Frederik Wandahl          | Louis Barré                  | Cofidis                |
| 5                  | Sebastián Molano   | Milan Vader        | Dries De Bondt        | Frederik Wandahl          | Louis Barré                  | Cofidis                |
| 6                  | Olav Kooij         | Milan Vader        | Dries De Bondt        | Frederik Wandahl          | Ethan Hayter                 | Cofidis                |
| Classements finals | Classements finals | Milan Vader        | Dries De Bondt        | Frederik Wandahl          | Ethan Hayter                 | Cofidis                |

## Liste des participants
| Movistar Team MOV | Movistar Team MOV                  | Movistar Team MOV |
| ----------------- | ---------------------------------- | ----------------- |
| Num               | Coureur                            | Pos               |
| 1                 | Abner González (PUR)               | 88e               |
| 2                 | Juri Hollmann (GER)                | 29e               |
| 3                 | Johan Jacobs (SUI)                 | 59e               |
| 4                 | Matteo Jorgenson (USA)             | 7e                |
| 5                 | Max Kanter (GER)                   | 44e               |
| 6                 | Óscar Rodríguez Garaicoechea (ESP) | 33e               |
| 7                 | Iván Sosa (COL)                    | 35e               |

| Alpecin-Deceuninck ADC | Alpecin-Deceuninck ADC      | Alpecin-Deceuninck ADC |
| ---------------------- | --------------------------- | ---------------------- |
| Num                    | Coureur                     | Pos                    |
| 11                     | Dries De Bondt (BEL)        | 45e                    |
| 12                     | Senne Leysen (BEL)          | 40e                    |
| 13                     | Jakub Mareczko (ITA)        | 106e                   |
| 14                     | Edward Planckaert (BEL)     | 54e                    |
| 15                     | Jensen Plowright (AUS)      | 68e                    |
| 16                     | Lionel Taminiaux (BEL)      | 67e                    |
| 17                     | Fabio Van den Bossche (BEL) | 53e                    |

| Bahrain Victorious TBV | Bahrain Victorious TBV      | Bahrain Victorious TBV |
| ---------------------- | --------------------------- | ---------------------- |
| Num                    | Coureur                     | Pos                    |
| 21                     | Rainer Kepplinger (AUT)     | 21e                    |
| 22                     | Filip Maciejuk (POL)        | 85e                    |
| 23                     | Ahmed Madan (BRN )          | 109e                   |
| 24                     | Jonathan Milan (ITA)        | 48e                    |
| 25                     | Dušan Rajović (SRB)         | 71e                    |
| 26                     | Johan Price-Pejtersen (DEN) | 97e                    |
| 27                     | Cameron Scott (AUS)         | 75e                    |

| Bora-Hansgrohe BOH | Bora-Hansgrohe BOH          | Bora-Hansgrohe BOH |
| ------------------ | --------------------------- | ------------------ |
| Num                | Coureur                     | Pos                |
| 31                 | Maximilian Schachmann (GER) | 30e                |
| 32                 | Shane Archbold (NZL)        | 100e               |
| 33                 | Cesare Benedetti (POL)      | 52e                |
| 34                 | Sam Bennett (IRL)           | 108e               |
| 35                 | Ryan Mullen (IRL)           | 93e                |
| 36                 | Giovanni Aleotti (ITA)      | 14e                |
| 37                 | Frederik Wandahl (DEN)      | 38e                |

| Cofidis COF | Cofidis COF            | Cofidis COF |
| ----------- | ---------------------- | ----------- |
| Num         | Coureur                | Pos         |
| 41          | Thomas Champion (FRA)  | 26e         |
| 42          | Rubén Fernández (ESP)  | 13e         |
| 43          | Axel Mariault (FRA)    | 12e         |
| 44          | Christophe Noppe (BEL) | 103e        |
| 45          | Rémy Rochas (FRA)      | 2e          |
| 46          | Benjamin Thomas (FRA)  | AB-6        |
| 47          | Max Walscheid (GER)    | 60e         |

| EF Education-EasyPost EFE | EF Education-EasyPost EFE    | EF Education-EasyPost EFE |
| ------------------------- | ---------------------------- | ------------------------- |
| Num                       | Coureur                      | Pos                       |
| 51                        | Rigoberto Urán (COL)         | 19e                       |
| 52                        | Hugh Carthy (GBR)            | 4e                        |
| 53                        | Esteban Chaves (COL) (route) | 22e                       |
| 54                        | Jens Keukeleire (BEL)        | 69e                       |
| 55                        | Jonas Rutsch (GER)           | 50e                       |
| 56                        | Marijn van den Berg (NED)    | 49e                       |
| 57                        | Julius van den Berg (NED)    | NP-6                      |

| Ineos Grenadiers IGD | Ineos Grenadiers IGD     | Ineos Grenadiers IGD |
| -------------------- | ------------------------ | -------------------- |
| Num                  | Coureur                  | Pos                  |
| 61                   | Ethan Hayter (GBR)       | 3e                   |
| 62                   | Leo Hayter (GBR)         | 15e                  |
| 63                   | Michael Leonard (CAN)    | 72e                  |
| 64                   | Jhonatan Narváez (ECU)   | 17e                  |
| 65                   | Luke Plapp (AUS) (route) | AB-4                 |
| 66                   | Luke Rowe (GBR)          | 84e                  |
| 67                   | Elia Viviani (ITA)       | 74e                  |

| Intermarché-Circus-Wanty ICW | Intermarché-Circus-Wanty ICW | Intermarché-Circus-Wanty ICW |
| ---------------------------- | ---------------------------- | ---------------------------- |
| Num                          | Coureur                      | Pos                          |
| 71                           | Sven Erik Bystrøm (NOR)      | 18e                          |
| 72                           | Rune Herregodts (BEL)        | 78e                          |
| 73                           | Julius Johansen (DEN)        | 55e                          |
| 74                           | Madis Mihkels (EST)          | NP-1                         |
| 75                           | Adrien Petit (FRA)           | 83e                          |
| 76                           | Laurenz Rex (BEL)            | 43e                          |
| 77                           | Gerben Thijssen (BEL)        | NP-1                         |

| Jumbo-Visma TJV | Jumbo-Visma TJV         | Jumbo-Visma TJV |
| --------------- | ----------------------- | --------------- |
| Num             | Coureur                 | Pos             |
| 81              | Olav Kooij (NED)        | 63e             |
| 82              | Steven Kruijswijk (NED) | 25e             |
| 85              | Milan Vader (NED)       | 1er             |
| 86              | Mick van Dijke (NED)    | 102e            |
| 87              | Tim van Dijke (NED)     | 57e             |

| Lidl-Trek LTK | Lidl-Trek LTK           | Lidl-Trek LTK |
| ------------- | ----------------------- | ------------- |
| Num           | Coureur                 | Pos           |
| 91            | Jon Aberasturi (ESP)    | 73e           |
| 92            | Filippo Baroncini (ITA) | 20e           |
| 94            | Dario Cataldo (ITA)     | 89e           |
| 95            | Asbjørn Hellemose (DEN) | 24e           |
| 97            | Antwan Tolhoek (NED)    | 98e           |

| Arkéa-Samsic ARK | Arkéa-Samsic ARK         | Arkéa-Samsic ARK |
| ---------------- | ------------------------ | ---------------- |
| Num              | Coureur                  | Pos              |
| 101              | Louis Barré (FRA)        | 6e               |
| 102              | Amaury Capiot (BEL)      | 39e              |
| 103              | David Dekker (NED)       | 79e              |
| 104              | Donavan Grondin (FRA)    | 47e              |
| 105              | Alessandro Verre (ITA)   | 37e              |
| 106              | Alan Riou (FRA)          | 101e             |
| 107              | Cristian Rodríguez (ESP) | 16e              |

| Team DSM-Firmenich DSM | Team DSM-Firmenich DSM        | Team DSM-Firmenich DSM |
| ---------------------- | ----------------------------- | ---------------------- |
| Num                    | Coureur                       | Pos                    |
| 111                    | Tobias Lund Andresen (DEN)    | 66e                    |
| 112                    | Patrick Bevin (NZL)           | 86e                    |
| 113                    | Jonas Iversby Hvideberg (NOR) | 42e                    |
| 114                    | Andreas Leknessund (NOR)      | NP-1                   |
| 115                    | Niklas Märkl (GER)            | 87e                    |
| 116                    | Oscar Onley (GBR)             | 11e                    |
| 117                    | Sam Welsford (AUS)            | NP-1                   |

| Team Jayco AlUla JAY | Team Jayco AlUla JAY          | Team Jayco AlUla JAY |
| -------------------- | ----------------------------- | -------------------- |
| Num                  | Coureur                       | Pos                  |
| 121                  | Amund Grøndahl Jansen (NOR)   | 81e                  |
| 122                  | Christopher Juul Jensen (DEN) | 41e                  |
| 123                  | Jesús David Peña (COL)        | 8e                   |
| 124                  | Rudy Porter (AUS)             | 28e                  |
| 125                  | Lukas Pöstlberger (AUT)       | 90e                  |
| 126                  | Blake Quick (AUS)             | 80e                  |
| 127                  | Zdeněk Štybar (CZE)           | 77e                  |

| UAE Team Emirates UAD | UAE Team Emirates UAD      | UAE Team Emirates UAD |
| --------------------- | -------------------------- | --------------------- |
| Num                   | Coureur                    | Pos                   |
| 131                   | Ivo Oliveira (POR) (route) | 62e                   |
| 132                   | George Bennett (NZL)       | NP-4                  |
| 133                   | Felix Großschartner (AUT)  | 9e                    |
| 134                   | Vegard Stake Laengen (NOR) | 58e                   |
| 135                   | Sebastián Molano (COL)     | 61e                   |
| 136                   | Michael Vink (NZL)         | 34e                   |
| 137                   | Tim Wellens (BEL)          | 5e                    |

| Israel-Premier Tech IPT | Israel-Premier Tech IPT | Israel-Premier Tech IPT |
| ----------------------- | ----------------------- | ----------------------- |
| Num                     | Coureur                 | Pos                     |
| 141                     | Sebastian Berwick (AUS) | 32e                     |
| 142                     | Itamar Einhorn (ISR)    | AB-3                    |
| 143                     | Omer Goldstein (ISR)    | 27e                     |
| 144                     | Mason Hollyman (GBR)    | 31e                     |
| 145                     | Taj Jones (AUS)         | 107e                    |
| 146                     | Jens Reynders (BEL)     | 64e                     |

| Lotto Dstny LTD | Lotto Dstny LTD           | Lotto Dstny LTD |
| --------------- | ------------------------- | --------------- |
| Num             | Coureur                   | Pos             |
| 151             | Johannes Adamietz (GER)   | 65e             |
| 152             | Thomas De Gendt (BEL)     | 56e             |
| 153             | Arnaud De Lie (BEL)       | 46e             |
| 154             | Sylvain Moniquet (BEL)    | 10e             |
| 155             | Mathijs Paasschens (NED)  | 70e             |
| 156             | Michael Schwarzmann (GER) | 82e             |
| 157             | Rüdiger Selig (GER)       | 92e             |

| Tudor Pro Cycling Team TUD | Tudor Pro Cycling Team TUD     | Tudor Pro Cycling Team TUD |
| -------------------------- | ------------------------------ | -------------------------- |
| Num                        | Coureur                        | Pos                        |
| 161                        | Sebastian Kolze Changizi (DEN) | 76e                        |
| 162                        | Arvid de Kleijn (NED)          | 91e                        |
| 163                        | Petr Kelemen (CZE)             | 51e                        |
| 164                        | Rick Pluimers (NED)            | 36e                        |
| 165                        | Yannis Voisard (SUI)           | 23e                        |
| 166                        | Maikel Zijlaard (NED)          | 94e                        |

| Chine CHN | Chine CHN      | Chine CHN |
| --------- | -------------- | --------- |
| Num       | Coureur        | Pos       |
| 171       | Liu Jiankun    | 99e       |
| 172       | Ma Binyan      | 96e       |
| 173       | Niu Yikui      | 95e       |
| 174       | Su Haoyu       | 104e      |
| 175       | Sun Changsheng | 105e      |

| Movistar Team MOV | Movistar Team MOV                  | Movistar Team MOV |
| ----------------- | ---------------------------------- | ----------------- |
| Num               | Coureur                            | Pos               |
| 1                 | Abner González (PUR)               | 88e               |
| 2                 | Juri Hollmann (GER)                | 29e               |
| 3                 | Johan Jacobs (SUI)                 | 59e               |
| 4                 | Matteo Jorgenson (USA)             | 7e                |
| 5                 | Max Kanter (GER)                   | 44e               |
| 6                 | Óscar Rodríguez Garaicoechea (ESP) | 33e               |
| 7                 | Iván Sosa (COL)                    | 35e               |

| Alpecin-Deceuninck ADC | Alpecin-Deceuninck ADC      | Alpecin-Deceuninck ADC |
| ---------------------- | --------------------------- | ---------------------- |
| Num                    | Coureur                     | Pos                    |
| 11                     | Dries De Bondt (BEL)        | 45e                    |
| 12                     | Senne Leysen (BEL)          | 40e                    |
| 13                     | Jakub Mareczko (ITA)        | 106e                   |
| 14                     | Edward Planckaert (BEL)     | 54e                    |
| 15                     | Jensen Plowright (AUS)      | 68e                    |
| 16                     | Lionel Taminiaux (BEL)      | 67e                    |
| 17                     | Fabio Van den Bossche (BEL) | 53e                    |

| Bahrain Victorious TBV | Bahrain Victorious TBV      | Bahrain Victorious TBV |
| ---------------------- | --------------------------- | ---------------------- |
| Num                    | Coureur                     | Pos                    |
| 21                     | Rainer Kepplinger (AUT)     | 21e                    |
| 22                     | Filip Maciejuk (POL)        | 85e                    |
| 23                     | Ahmed Madan (BRN )          | 109e                   |
| 24                     | Jonathan Milan (ITA)        | 48e                    |
| 25                     | Dušan Rajović (SRB)         | 71e                    |
| 26                     | Johan Price-Pejtersen (DEN) | 97e                    |
| 27                     | Cameron Scott (AUS)         | 75e                    |

| Bora-Hansgrohe BOH | Bora-Hansgrohe BOH          | Bora-Hansgrohe BOH |
| ------------------ | --------------------------- | ------------------ |
| Num                | Coureur                     | Pos                |
| 31                 | Maximilian Schachmann (GER) | 30e                |
| 32                 | Shane Archbold (NZL)        | 100e               |
| 33                 | Cesare Benedetti (POL)      | 52e                |
| 34                 | Sam Bennett (IRL)           | 108e               |
| 35                 | Ryan Mullen (IRL)           | 93e                |
| 36                 | Giovanni Aleotti (ITA)      | 14e                |
| 37                 | Frederik Wandahl (DEN)      | 38e                |

| Cofidis COF | Cofidis COF            | Cofidis COF |
| ----------- | ---------------------- | ----------- |
| Num         | Coureur                | Pos         |
| 41          | Thomas Champion (FRA)  | 26e         |
| 42          | Rubén Fernández (ESP)  | 13e         |
| 43          | Axel Mariault (FRA)    | 12e         |
| 44          | Christophe Noppe (BEL) | 103e        |
| 45          | Rémy Rochas (FRA)      | 2e          |
| 46          | Benjamin Thomas (FRA)  | AB-6        |
| 47          | Max Walscheid (GER)    | 60e         |

| EF Education-EasyPost EFE | EF Education-EasyPost EFE    | EF Education-EasyPost EFE |
| ------------------------- | ---------------------------- | ------------------------- |
| Num                       | Coureur                      | Pos                       |
| 51                        | Rigoberto Urán (COL)         | 19e                       |
| 52                        | Hugh Carthy (GBR)            | 4e                        |
| 53                        | Esteban Chaves (COL) (route) | 22e                       |
| 54                        | Jens Keukeleire (BEL)        | 69e                       |
| 55                        | Jonas Rutsch (GER)           | 50e                       |
| 56                        | Marijn van den Berg (NED)    | 49e                       |
| 57                        | Julius van den Berg (NED)    | NP-6                      |

| Ineos Grenadiers IGD | Ineos Grenadiers IGD     | Ineos Grenadiers IGD |
| -------------------- | ------------------------ | -------------------- |
| Num                  | Coureur                  | Pos                  |
| 61                   | Ethan Hayter (GBR)       | 3e                   |
| 62                   | Leo Hayter (GBR)         | 15e                  |
| 63                   | Michael Leonard (CAN)    | 72e                  |
| 64                   | Jhonatan Narváez (ECU)   | 17e                  |
| 65                   | Luke Plapp (AUS) (route) | AB-4                 |
| 66                   | Luke Rowe (GBR)          | 84e                  |
| 67                   | Elia Viviani (ITA)       | 74e                  |

| Intermarché-Circus-Wanty ICW | Intermarché-Circus-Wanty ICW | Intermarché-Circus-Wanty ICW |
| ---------------------------- | ---------------------------- | ---------------------------- |
| Num                          | Coureur                      | Pos                          |
| 71                           | Sven Erik Bystrøm (NOR)      | 18e                          |
| 72                           | Rune Herregodts (BEL)        | 78e                          |
| 73                           | Julius Johansen (DEN)        | 55e                          |
| 74                           | Madis Mihkels (EST)          | NP-1                         |
| 75                           | Adrien Petit (FRA)           | 83e                          |
| 76                           | Laurenz Rex (BEL)            | 43e                          |
| 77                           | Gerben Thijssen (BEL)        | NP-1                         |

| Jumbo-Visma TJV | Jumbo-Visma TJV         | Jumbo-Visma TJV |
| --------------- | ----------------------- | --------------- |
| Num             | Coureur                 | Pos             |
| 81              | Olav Kooij (NED)        | 63e             |
| 82              | Steven Kruijswijk (NED) | 25e             |
| 85              | Milan Vader (NED)       | 1er             |
| 86              | Mick van Dijke (NED)    | 102e            |
| 87              | Tim van Dijke (NED)     | 57e             |

| Lidl-Trek LTK | Lidl-Trek LTK           | Lidl-Trek LTK |
| ------------- | ----------------------- | ------------- |
| Num           | Coureur                 | Pos           |
| 91            | Jon Aberasturi (ESP)    | 73e           |
| 92            | Filippo Baroncini (ITA) | 20e           |
| 94            | Dario Cataldo (ITA)     | 89e           |
| 95            | Asbjørn Hellemose (DEN) | 24e           |
| 97            | Antwan Tolhoek (NED)    | 98e           |

| Arkéa-Samsic ARK | Arkéa-Samsic ARK         | Arkéa-Samsic ARK |
| ---------------- | ------------------------ | ---------------- |
| Num              | Coureur                  | Pos              |
| 101              | Louis Barré (FRA)        | 6e               |
| 102              | Amaury Capiot (BEL)      | 39e              |
| 103              | David Dekker (NED)       | 79e              |
| 104              | Donavan Grondin (FRA)    | 47e              |
| 105              | Alessandro Verre (ITA)   | 37e              |
| 106              | Alan Riou (FRA)          | 101e             |
| 107              | Cristian Rodríguez (ESP) | 16e              |

| Team DSM-Firmenich DSM | Team DSM-Firmenich DSM        | Team DSM-Firmenich DSM |
| ---------------------- | ----------------------------- | ---------------------- |
| Num                    | Coureur                       | Pos                    |
| 111                    | Tobias Lund Andresen (DEN)    | 66e                    |
| 112                    | Patrick Bevin (NZL)           | 86e                    |
| 113                    | Jonas Iversby Hvideberg (NOR) | 42e                    |
| 114                    | Andreas Leknessund (NOR)      | NP-1                   |
| 115                    | Niklas Märkl (GER)            | 87e                    |
| 116                    | Oscar Onley (GBR)             | 11e                    |
| 117                    | Sam Welsford (AUS)            | NP-1                   |

| Team Jayco AlUla JAY | Team Jayco AlUla JAY          | Team Jayco AlUla JAY |
| -------------------- | ----------------------------- | -------------------- |
| Num                  | Coureur                       | Pos                  |
| 121                  | Amund Grøndahl Jansen (NOR)   | 81e                  |
| 122                  | Christopher Juul Jensen (DEN) | 41e                  |
| 123                  | Jesús David Peña (COL)        | 8e                   |
| 124                  | Rudy Porter (AUS)             | 28e                  |
| 125                  | Lukas Pöstlberger (AUT)       | 90e                  |
| 126                  | Blake Quick (AUS)             | 80e                  |
| 127                  | Zdeněk Štybar (CZE)           | 77e                  |

| UAE Team Emirates UAD | UAE Team Emirates UAD      | UAE Team Emirates UAD |
| --------------------- | -------------------------- | --------------------- |
| Num                   | Coureur                    | Pos                   |
| 131                   | Ivo Oliveira (POR) (route) | 62e                   |
| 132                   | George Bennett (NZL)       | NP-4                  |
| 133                   | Felix Großschartner (AUT)  | 9e                    |
| 134                   | Vegard Stake Laengen (NOR) | 58e                   |
| 135                   | Sebastián Molano (COL)     | 61e                   |
| 136                   | Michael Vink (NZL)         | 34e                   |
| 137                   | Tim Wellens (BEL)          | 5e                    |

| Israel-Premier Tech IPT | Israel-Premier Tech IPT | Israel-Premier Tech IPT |
| ----------------------- | ----------------------- | ----------------------- |
| Num                     | Coureur                 | Pos                     |
| 141                     | Sebastian Berwick (AUS) | 32e                     |
| 142                     | Itamar Einhorn (ISR)    | AB-3                    |
| 143                     | Omer Goldstein (ISR)    | 27e                     |
| 144                     | Mason Hollyman (GBR)    | 31e                     |
| 145                     | Taj Jones (AUS)         | 107e                    |
| 146                     | Jens Reynders (BEL)     | 64e                     |

| Lotto Dstny LTD | Lotto Dstny LTD           | Lotto Dstny LTD |
| --------------- | ------------------------- | --------------- |
| Num             | Coureur                   | Pos             |
| 151             | Johannes Adamietz (GER)   | 65e             |
| 152             | Thomas De Gendt (BEL)     | 56e             |
| 153             | Arnaud De Lie (BEL)       | 46e             |
| 154             | Sylvain Moniquet (BEL)    | 10e             |
| 155             | Mathijs Paasschens (NED)  | 70e             |
| 156             | Michael Schwarzmann (GER) | 82e             |
| 157             | Rüdiger Selig (GER)       | 92e             |

| Tudor Pro Cycling Team TUD | Tudor Pro Cycling Team TUD     | Tudor Pro Cycling Team TUD |
| -------------------------- | ------------------------------ | -------------------------- |
| Num                        | Coureur                        | Pos                        |
| 161                        | Sebastian Kolze Changizi (DEN) | 76e                        |
| 162                        | Arvid de Kleijn (NED)          | 91e                        |
| 163                        | Petr Kelemen (CZE)             | 51e                        |
| 164                        | Rick Pluimers (NED)            | 36e                        |
| 165                        | Yannis Voisard (SUI)           | 23e                        |
| 166                        | Maikel Zijlaard (NED)          | 94e                        |

| Chine CHN | Chine CHN      | Chine CHN |
| --------- | -------------- | --------- |
| Num       | Coureur        | Pos       |
| 171       | Liu Jiankun    | 99e       |
| 172       | Ma Binyan      | 96e       |
| 173       | Niu Yikui      | 95e       |
| 174       | Su Haoyu       | 104e      |
| 175       | Sun Changsheng | 105e      |